# Fontenille-Saint-Martin-d'Entraigues
Fontenille-Saint-Martin-d'Entraigues is een gemeente in het Franse departement Deux-Sèvres (regio Nouvelle-Aquitaine) en telt 547 inwoners (1999). De plaats maakt deel uit van het arrondissement Niort.

## Geografie
De oppervlakte van Fontenille-Saint-Martin-d'Entraigues bedraagt 15,1 km², de bevolkingsdichtheid is 36,2 inwoners per km².
De onderstaande kaart toont de ligging van Fontenille-Saint-Martin-d'Entraigues met de belangrijkste infrastructuur en aangrenzende gemeenten.

## Demografie
Onderstaande figuur toont het verloop van het inwonertal (bron: INSEE-tellingen).
1. ↑  Populations de référence 2022.